# Тимофієвське (Увинський район)
Тимофі́євське (рос. Темофеевское) — присілок в Увинському районі Удмуртії, Росія.

## Населення
Населення — 11 осіб (2010; 15 в 2002).
Національний склад станом на 2002 рік:
- росіяни — 100 %

## Урбаноніми[3]
- вулиці — Лучна